# محمود فرج
محمود فرج (22 يناير 1933 - 5 يوليو 2009)، ممثل مصري.

## عن حياته
بدأ حياته كرياضي حيث استغلت السينما المصرية عضلاته فقام بدور رجل العصابات ويعد دوره في فيلم «الفانوس السحرى» أحد أبرز أدواره حيث جسد دور «عفركوش»، عمل في بعض المسرحيات واختفى لفترة عن الشاشة ثم عاود الظهورأ وضعته الأفلام في دور الشرير إلا أنه أدى الكثير من الشخصيات الفكاهية.
وقد أسند إليه المخرجين أدوار الشر طيلة عمله في السينما المصرية للدرجة التي شعر معه الجمهور باحترافية كبيرة في تجسيد أدوار الشر على عكس طبيعته والتي اكد الجميع على براءتها، واشتهر محمود فرج بخفة الدم خاصة مع نجم الكوميديا إسماعيل ياسين.
عانى طويلاً مع مرض السكر لدرجة أن فقد إحدى قدميه وسائت حالته الصحية كثيراً حتى وافته المنية في 5 يوليو عام 2009، عن عُمر يناهز 76 عامًا.

## أعماله

### الأفلام
- شاطئ الأسرار
- سواق نص الليل
- إسماعيل يس طرزان
- امرأة في الطريق
- إسماعيل يس بوليس حربي
- سلطان
- موعد مع المجهول
- قاطع طريق
- صراع في النيل
- الرجل الثاني
- احترسي من الحب
- الزوج المتشرد
- الفانوس السحري
- دماء على النيل
- إسماعيل يس في السجن
- عنتر بن شداد
- معملش حسابها
- بنات بحري
- جمعية قتل الزوجات
- موعد في البرج
- قاضي الغرام
- آخر فرصة
- رجل في الظلام
- من أجل حنفي
- أمير الدهاء
- أنا وهو وهي
- الجاسوس
- بنت الحتة
- المشاغب
- ابن كليوباترا
- شقة الطلبة
- زوجة غيورة جداً
- مِن عظماء الإسلام
- سبع الليل
- مذكرات الآنسة منال
- فجر الإسلام
- دائرة الانتقام
- ضربة شمس
- من الذي قتل هذا الحب
- مغاوري في الكلية
- دورية نص الليل
- أحضان الخوف
- أيام الرعب

شاويش نص الليل

### المسلسلات
- المطاردة
- الجنة العذراء
- مبروك جالك ولد
- الكعبة المشرفة
- رسول الإنسانية
- لا إله إلا الله - الجزء الثالث
- ألف ليله وليله (كريمة - فاطيما - حليمة)

## روابط خارجية
- محمود فرج على موقع الدهليز
- محمود فرج على موقع قاعدة بيانات الأفلام العربية